# Marciana Marina

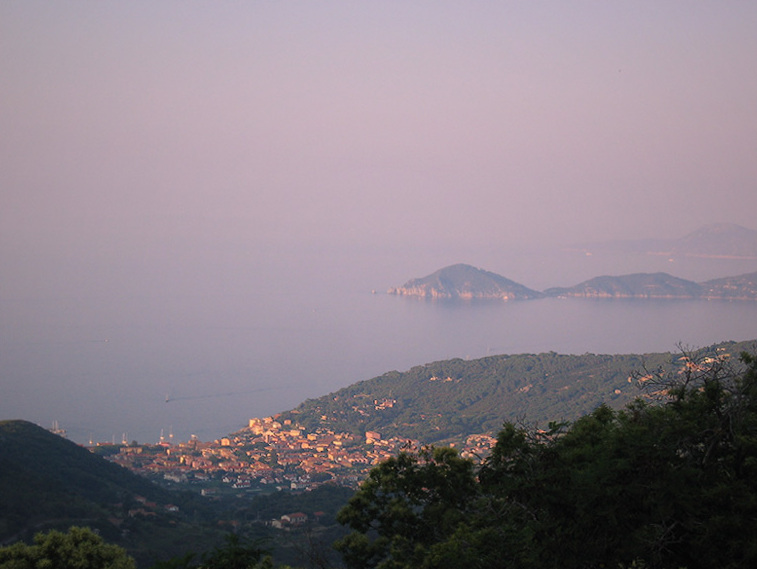
Marciana Marina, 2005

Marciana Marina là một đô thị ở tỉnh Livorno (trong vùng Toscana của Italia). Đây là một trong những đô thị quan trọng của đảo Elba. 
Đô thị này có gần 2000 dân.
Có một bến tàu nhỏ ở đây (Circolo della Vela Marciana Marina), hai bãi biển và Torre Medicea cổ được xây để bảo vệ đô thị này khỏi nạn hải tặc.
Tại đây có một số công trình kiến trúc thế kỷ 18.